# Battaglia di Shushi (2020)
La battaglia di Shushi (per gli armeni occupazione di Shushi; per gli azeri battaglia di Shusha o liberazione di Shusha) si svolse nei primi giorni di novembre 2020, presumibilmente tra il 4 e il 7/8, durante la seconda guerra del Nagorno Karabakh.
Dopo la presa di Hadrut e Mekhakavan/Jabrayil, le forze azere si spostarono a nord entrando nel distretto di Shushi. A partire dal 29 ottobre 2020 esse, preso il controllo del villaggio di Avetaranots/Chanakhchi nella regione di Askeran, si avvicinarono progressivamente alla città di Shushi che peraltro era stata bombardata fin dall'inizio del conflitto. Il 4 novembre 2020 la strada strategicamente importante di collegamento tra Berdzor/Laçın e Stepanakert venne chiusa al transito civile dopo che le forze azere avevano preso il controllo di alcuni tratti.. Il giornale francese Le Monde ha riferito che, nonostante le smentite della parte armena, la battaglia di Shusha del 6 novembre 2020 si volse a favore dell'Azerbaigian. L'8 novembre 2020 il presidente dell'Azerbaigian İlham Əliyev ha annunciato che le forze azere avevano preso il controllo della città.

## Questione storica
Sin dallo scoppio della seconda guerra del Nagorno Karabakh era evidente come la città fosse uno dei principali obiettivi dell'azione militare azera.
Quella che nell'Ottocento era stata chiamata la “Parigi del Caucaso”, a differenza di quasi tutte le altre località della regione, presentava una composizione etnica sostanzialmente equilibrata determinata dalla divisione nel 1830 in due parti: i quartieri orientali erano stati destinati alla componente musulmana (gli azeri), mentre quelli occidentali ai cristiani (gli armeni).
Questa divisione da un lato favorì lo sviluppo demografico dei rispettivi gruppi, dall'altro generò violenti scontri interetnici che portarono a sensibili variazioni demografiche. Durante il pogrom di Sumgait del 1920 i quartieri armeni furono incendiati e i loro abitanti uccisi o costretti alla fuga; a seguito della prima guerra del Nagorno Karabakh la popolazione azera con la conquista armena della città in seguito alla battaglia di Shushi fu costretta ad abbandonare le proprie case.
Ne consegue che per armeni e azeri il possesso di Shushi /Shusha va oltre la semplice conquista territoriale ma diviene motivo di orgoglio nazionale e vanto politico.

## La battaglia
La conquista di Shushi/Shusha, oltre al valore simbolico, ne ha uno strategico. La città si trova a una manciata di chilometri dalla capitale Step'anakert che domina dall'alto. Averne il possesso significa poter controllare tutta la piana sottostante e quindi godere di un importante vantaggio dal punto di vista militare.
Così fu nella prima guerra del Nagorno Karabakh anche se oggi questo vantaggio viene sicuramente ridimensionato dalle nuove tecnologie belliche (in primo luogo i droni di cui si è fatto gran uso nell'ultimo conflitto).
La città viene colpita sin dai primi giorni di guerra, ma è l'8 ottobre che i media internazionali riportano la notizia che per due volte nella stessa giornata missili azeri hanno colpito la cattedrale di Ġazančec'oc'.
Con la progressiva avanzata delle forze azere i combattimenti si spostano verso la città. Ai primi di novembre vengono riferiti violenti scontri nei pressi del villaggio di Karin Tak che si trova a sud, sotto Shushi. La difesa è agevolata dalla posizione in altura ma i soldati dell'Azerbaigian riescono a conquistare la strategica strada di collegamento tra Berdzor (Lachin) e Step'anakert che scorre a nord della città e le sorti della battaglia possono cambiare.
I comunicati dei rispettivi comandi militari si accavallano riportando i successi dell'una e dell'altra parte.Sono quelli della difesa, soprattutto, a dare una indicazione indiretta dell'andamento della battaglia.
- 2 novembre: la difesa armena dichiara che è stato respinto un tentativo nemico.[11]
- 3 novembre: la difesa armena riferisce che la città è stata colpita missili Smerch.[12]
- 4 novembre: la strada Berdzor/Lachin-Stepanakert rimane chiusa al transito civile in quanto interessata da combattimenti. Il comando armeno riferisce che gruppi di soldati nemici sono stati annientati nelle gole intorno alla città.[13]
- 5 novembre: la città è interessata nella notte da un violento combattimento in particolare lungo la strada che la raggiunge da nord.[14][15]
- 6 novembre: il portavoce della Difesa dell'Armenia riferisce che la battaglia nei dintorni di Shushi continua.[16]
- 7 novembre: continuano i combattimenti direttamente vicino a Shushi, la difesa armena annuncia successi a sud della città (villaggi di Karin Tak e Lisagor) mentre la stampa azera annuncia che Seyran Ohanyan, già ministro della Difesa in Armenia e posto a comando della difesa della città, sarebbe stato seriamente ferito.[17]
- 8 novembre: il presidente azero Əliyev in un messaggio alla nazione annuncia la conquista della città, ma le autorità armene smentiscono.[18] Solo molte ore dopo l'annuncio viene diffuso dal ministero della Difesa dell'Azerbaigian un video nel quale si vedono una decina di soldati issare una bandiera azera sul palazzo comunale. Il video dura una sessantina di secondi e in riguarda solo un tratto della strada all'ingresso della città il che lascia supporre che sia stata una incursione isolata e non una vera e propria occupazione.[19] A sorpresa il portavoce armeno, Artsrun Hovhannisyan, nella sua consueta conferenza stampa serale, dichiara che “la battaglia terminerà domani”.[20][21]
- 9 novembre: intensi combattimenti tra Shushi e Karin Tak. Il presidente della repubblica di Artsakh, Arayik Harutyunyan dichiara in un messaggio ufficiale che “L’Esercito di Difesa e i volontari sono saldamente sul suolo patrio e combattono contro il nemico fino alla fine. La nostra lotta unita può cambiare la situazione, possiamo cacciare via il nemico dal nostro Artsakh perché il risultato della guerra è determinato dalla forte volontà del popolo”.[22] Il portavoce della Difesa dell'Armenia Hovhannisyan per la prima volta dall'inizio della guerra salta la conferenza stampa serale.

In tarda serata giunge la dichiarazione del Primo ministro armeno Nikol Pashinyan che annuncia la firma della tregua con la conseguente resa delle forze armene e la consegna della città agli azeri.

## Epilogo
Con la firma della tregua il 9 novembre la città rimane sotto controllo azero.
Nell'intreccio di comunicati da una parte e dall'altra non è ancora oggi chiaro se la città sia effettivamente capitolata o sia stata “consegnata” dagli armeni agli azeri per porre fine alla guerra.
Di sicuro, e lo dimostrano molti video girati nei giorni successivi, la strada che la raggiunge è ingombra di cadaveri di soldati (presumibilmente armeni) che sono caduti in battaglia.